# 3955 Брукнер
3955 Брукнер (3955 Bruckner) — астероїд головного поясу, відкритий 9 вересня 1988 року.
Тіссеранів параметр щодо Юпітера — 3,218.